# Epirrhoe islandica
Epirrhoe islandica är en fjärilsart som beskrevs av Louis Beethoven Prout 1914. Epirrhoe islandica ingår i släktet Epirrhoe och familjen mätare. Inga underarter finns listade i Catalogue of Life.